# Лабатют-Ривьер
Лабатю́т-Ривье́р (фр. Labatut-Rivière, окс. L'Abatut) — коммуна во Франции, находится в регионе Юг — Пиренеи. Департамент — Верхние Пиренеи. Входит в состав кантона Мобургет. Округ коммуны — Тарб.
Код INSEE коммуны — 65240.

## География
Коммуна расположена приблизительно в 620 км к югу от Парижа, в 115 км западнее Тулузы, в 34 км к северу от Тарба.
Коммуна расположена на местности Бигорр. По территории коммуны протекает река Адур.

## Климат
Климат умеренно-океанический с солнечной тёплой погодой и обильными осадками на протяжении практически всего года.

## Население
Население коммуны на 2010 год составляло 337 человек.
| 1962 | 1968 | 1975 | 1982 | 1990 | 1999 | 2010 |
| ---- | ---- | ---- | ---- | ---- | ---- | ---- |
| 463  | 443  | 385  | 373  | 363  | 361  | 337  |

## Администрация
| Период | Период | Фамилия        | Партия | Примечания |
| ------ | ------ | -------------- | ------ | ---------- |
| 1953   | 1971   | Эрнест Ларрьё  |        |            |
| 1971   | 1983   | Робер Дюффор   |        |            |
| 1983   | 1989   | Эдуар Лафуркад |        |            |
| 1989   | 1995   | Андре Лакомб   |        |            |
| 1995   | 2001   | Жак Лакост     |        |            |
| 2001   | 2008   | Ги Делен       |        |            |
| 2008   | 2020   | Робер Мезоннёв |        |            |

## Экономика
В 2010 году среди 204 человек трудоспособного возраста (15-64 лет) 144 были экономически активными, 60 — неактивными (показатель активности — 70,6 %, в 1999 году было 68,2 %). Из 144 активных жителей работали 130 человек (80 мужчин и 50 женщин), безработных было 14 (5 мужчин и 9 женщин). Среди 60 неактивных 5 человек были учениками или студентами, 32 — пенсионерами, 23 были неактивными по другим причинам.

## Достопримечательности
- Замок Лабатют (XIV век). Исторический памятник с 1982 года[4]
- Церковь Успения Божьей Матери
- Часовня Дарре-Либерос

## Фотогалерея
- Мэрия
- Церковь Успения Божьей Матери
- Замок Лабатют
- Школа
- Почта